# Saison 1968-1969 du Stade rennais UC
Maillots
Chronologie
Saison précédente Saison suivante
La saison 1968-1969 du Stade rennais Université Club débute le 3 septembre 1968 avec la première journée du Championnat de France de Division 1, pour se terminer le 13 juin 1969 avec la dernière journée de cette compétition.
Le Stade rennais UC est également engagé en Coupe de France.

## Résumé de la saison
À l'intersaison, le Stade rennais reste relativement sage sur le marché. Il faut dire que le club accuse un déficit de 380 000 Francs et ne peut donc pas se permettre de grosses dépenses. Deux titulaires quittent le club, à savoir Georges Calmettes, arrivé un an auparavant, et le polyvalent Jean-Claude Lavaud après huit saisons de présence au club. Côté arrivées, le club mise plus que jamais sur les espoirs régionaux. Le Rennais Alain Cosnard, le Brestois Loïc Kerbiriou, le Malouin Serge Lenoir et surtout le jeune quimpérois Raymond Keruzoré rejoignent le club. Daniel Périault, présent au club depuis la catégorie pupilles, est lui promu chez les professionnels.
Nouveauté pour cette saison, la publicité. Autorisées pour la première fois par les instances dirigeantes du football français, les « réclames » pourront désormais orner les maillots rennais. Le début de saison rennais est bon, et le club s'installe dans la première moitié du classement. Il ne sera guère inquiété par la perspective de la relégation cette saison, d'autant que seul le 18e et dernier descendra directement, quand le 17e disputera un barrage. Au soir de la cinquième journée de championnat, le Stade rennais UC pointe même en seconde position derrière l'AS Saint-Étienne. À l'automne, des résultats plus contrastés viendront définitivement limiter les ambitions rennaises, et le club se calera dans le ventre mou du classement jusqu'en fin de saison. Le glissement progressif du Stade rennais UC au classement le fera échouer à une honnête onzième place. Un résultat correct au vu de l'irrégularité des performances rennaises, et surtout de son incapacité à vaincre à l'extérieur.
En Coupe de France, le Stade rennais ne rate pas son entrée en dominant tranquillement les amateurs de Luchon, dirigés par Just Fontaine. Avant la rencontre, celui-ci avait recommandé à ses joueurs d'éviter la prolongation pour permettre aux Rennais de ne pas manquer leur train de retour. Onze buts encaissés plus tard, le meilleur buteur de la Coupe du monde 1958 était exaucé. Au tour suivant, le Stade rennais UC butera sur l'Olympique de Marseille, futur vainqueur de l'épreuve. Les « Rouge et Noir » pourront s'enorgueillir d'avoir poussé les Olympiens à la prolongation, mais un but de Joseph Yegba Maya les élimina de la compétition.

## Transferts en 1968-1969
| Nom                | Nationalité | Provenance/Destination    |
| Arrivées           |             |                           |
| Alain Cosnard      | France      | CPB Rennes                |
| Loïc Kerbiriou     | France      | AS Brestoise              |
| Raymond Keruzoré   | France      | Stade quimpérois          |
| Serge Lenoir       | France      | AS Servannaise            |
| Daniel Périault    | France      | Stade rennais UC amateurs |
| Départs            |             |                           |
| Michel Beaulieu    | France      | USSC Redon                |
| Jean-Michel Bellat | France      | US Saint-Gilles           |
| Georges Calmettes  | France      | AC Ajaccio                |
| Bernard Gartioux   | France      | EDS Montluçon             |
| Jean-Claude Lavaud | France      | Stade brestois            |
| Alain Le Roulley   | France      | CA Lisieux                |

## L'effectif de la saison
| Poste¹ | Nat.² | Nom               | Naissance         | Sélection³ | Championnat | Championnat | Coupe France | Coupe France | Total Saison | Total Saison |
| Poste¹ | Nat.² | Nom               | Naissance         | Sélection³ | M           | But inscrit | M            | But inscrit  | M            | But inscrit  |
| ------ | ----- | ----------------- | ----------------- | ---------- | ----------- | ----------- | ------------ | ------------ | ------------ | ------------ |
| D      | FRA   | Louis Cardiet     | 20 juin 1943      | A          | 30          | 1           | 2            | 0            | 32           | 1            |
| D      | FRA   | René Cédolin      | 13 juillet 1940   | B          | 29          | 0           | 2            | 0            | 31           | 0            |
| D      | FRA   | Alain Cosnard     | 19 septembre 1944 | -          | 26          | 0           | 2            | 0            | 28           | 0            |
| A      | FRA   | Louis Floch       | 28 décembre 1947  | -          | 22          | 3           | 2            | 1            | 24           | 4            |
| D      | FRA   | Pierre Garcia     | 27 juillet 1943   | -          | 34          | 1           | 2            | 0            | 36           | 1            |
| D      | FRA   | Bernard Goueffic  | 29 janvier 1947   | -          | 8           | 0           | 0            | 0            | 8            | 0            |
| A      | FRA   | Hervé Guermeur    | 12 février 1949   | -          | 12          | 2           | 0            | 0            | 12           | 2            |
| D      | FRA   | Georges Jazdzyk   | 28 mars 1942      | -          | 30          | 0           | 2            | 0            | 32           | 0            |
| D      | FRA   | Loïc Kerbiriou    | 7 mars 1949       | -          | 1           | 0           | 0            | 0            | 1            | 0            |
| M      | FRA   | Raymond Keruzoré  | 17 juin 1949      | -          | 1           | 0           | 0            | 0            | 1            | 0            |
| G      | FRA   | Gérard Lefillatre | 21 mars 1946      | -          | 11          | 0           | 0            | 0            | 11           | 0            |
| A      | FRA   | Serge Lenoir      | 20 février 1947   | -          | 17          | 5           | 2            | 5            | 19           | 10           |
| M      | FRA   | Victor Mosa       | 31 mars 1945      | -          | 26          | 7           | 1            | 0            | 27           | 7            |
| D      | FRA   | Daniel Périault   | 16 avril 1946     | -          | 5           | 0           | 0            | 0            | 5            | 0            |
| A      | FRA   | Robert Rico       | 10 mars 1945      | -          | 30          | 4           | 2            | 1            | 32           | 5            |
| G      | FRA   | Gilbert Robin     | 2 août 1942       | -          | 23          | 0           | 2            | 0            | 25           | 0            |
| A      | FRA   | Daniel Rodighiero | 20 septembre 1940 | A          | 33          | 10          | 2            | 4            | 35           | 14           |
| M      | FRA   | Jacques Rossignol | 2 décembre 1945   | -          | 19          | 0           | 0            | 0            | 19           | 0            |
| A      | YUG   | Silvester Takač   | 8 novembre 1940   | A          | 32          | 13          | 2            | 1            | 34           | 14           |

- 1 : G, Gardien de but ; D, Défenseur ; M, Milieu de terrain ; A, Attaquant
- 2 : Nationalité sportive, certains joueurs possédant une double-nationalité
- 3 : sélection la plus élevée obtenue

## Équipe-type
Il s'agit de la formation la plus courante rencontrée en championnat.

## Les rencontres de la saison

### Liste
| Match | Date         | Compétition     | Tour        | Adversaire      | Lieu ¹ | Score    | Class.   | Buteurs pour le Stade rennais            |
| ----- | ------------ | --------------- | ----------- | --------------- | ------ | -------- | -------- | ---------------------------------------- |
| 1     | 3 septembre  | Division 1      | 1           | Nîmes           | D      | 1-0      | 4        | Rodighiero                               |
| 2     | 8 septembre  | Division 1      | 2           | Monaco          | E      | 2–2      | 8        | Cardiet Mosa                             |
| 3     | 14 septembre | Division 1      | 3           | Metz            | D      | 2-0      | 4        | Guermeur Takač                           |
| 4     | 22 septembre | Division 1      | 4           | Bastia          | E      | 2–1      | 3        | Orsatti (csc) Gandolfi (csc)             |
| 5     | 28 septembre | Division 1      | 5           | Red Star        | D      | 1–1      | 2        | Rodighiero                               |
| 6     | 5 octobre    | Division 1      | 6           | Sochaux         | E      | 1-1      | 2        | Floch                                    |
| 7     | 12 octobre   | Division 1      | 7           | Bordeaux        | D      | 0-1      | 4        |                                          |
| 8     | 20 octobre   | Division 1      | 8           | RCP-Sedan       | E      | 0–3      | 7        |                                          |
| 9     | 26 octobre   | Division 1      | 9           | Nantes          | D      | 2–1      | 5        | Mosa                                     |
| 10    | 1er novembre | Division 1      | 10          | Marseille       | E      | 3–3      | 7        | Rodighiero Takač Mosa                    |
| 11    | 10 novembre  | Division 1      | 11          | Valenciennes FC | D      | 1–2      | 8        | Rodighiero                               |
| 12    | 24 novembre  | Division 1      | 12          | Ajaccio         | D      | 5-0      | 6        | Floch Rodighiero Takač Mosa              |
| 13    | 1er décembre | Division 1      | 13          | Nice            | E      | 1-1      | 7        | Floch                                    |
| 14    | 8 décembre   | Division 1      | 14          | Saint-Étienne   | D      | 0–2      | 7        |                                          |
| 15    | 12 décembre  | Division 1      | 15          | Rouen           | E      | 0-1      | 8        |                                          |
| 16    | 15 décembre  | Division 1      | 16          | Strasbourg      | E      | 0-0      | 8        |                                          |
| 17    | 5 janvier    | Division 1      | 17          | Lyon            | E      | 0-1      | 9        |                                          |
| 18    | 12 janvier   | Coupe de France | 1/32 finale | Luchon          | N      | 11-1     | 11-1     | Rico Floch Rodighiero Lenoir Blanc (csc) |
| 19    | 19 janvier   | Division 1      | 18          | Monaco          | D      | 3–1      | 9        | Garcia Takač Mosa                        |
| 20    | 26 janvier   | Division 1      | 19          | Metz            | E      | 0–3      | 10       |                                          |
| 21    | 1er février  | Division 1      | 20          | Bastia          | D      | 3–1      | 9        | Rico Rodighiero Lenoir                   |
| 22    | 9 février    | Coupe de France | 1/16 finale | Marseille       | N      | 2-3 a.p. | 2-3 a.p. | Lenoir Takač                             |
| 23    | 23 février   | Division 1      | 21          | Sochaux         | D      | 3-2      | 9        | Lenoir                                   |
| 24    | 16 mars      | Division 1      | 22          | Bordeaux        | E      | 2–3      | 10       | Lenoir Mosa                              |
| 25    | 22 mars      | Division 1      | 23          | RCP-Sedan       | D      | 1–3      | 10       | Takač                                    |
| 26    | 6 avril      | Division 1      | 24          | Nantes          | E      | 2-3      | 10       | Rico Michel (csc)                        |
| 27    | 12 avril     | Division 1      | 25          | Marseille       | D      | 2-1      | 10       | Lopez (csc) Takač                        |
| 28    | 19 avril     | Division 1      | 26          | Valenciennes FC | E      | 1–4      | 10       | Rodighiero                               |
| 29    | 27 avril     | Division 1      | 27          | Red Star        | E      | 1-2      | 10       | Rodighiero                               |
| 30    | 3 mai        | Division 1      | 28          | Rouen           | D      | 0–1      | 11       |                                          |
| 31    | 10 mai       | Division 1      | 29          | Ajaccio         | E      | 2-2      | 11       | Rico Takač                               |
| 32    | 18 mai       | Division 1      | 30          | Nice            | D      | 4–2      | 10       | Takač                                    |
| 33    | 23 mai       | Division 1      | 31          | Saint-Étienne   | E      | 1-3      | 11       | Rodighiero                               |
| 34    | 31 mai       | Division 1      | 32          | Strasbourg      | D      | 1–0      | 11       | Rico                                     |
| 35    | 7 juin       | Division 1      | 33          | Lyon            | D      | 2–1      | 11       | Takač                                    |
| 36    | 13 juin      | Division 1      | 34          | Nîmes           | E      | 1–5      | 11       | Guermeur                                 |

- 1 N : terrain neutre ; D : à domicile ; E : à l'extérieur ; drapeau : pays du lieu du match international

## Bilan des compétitions
| Compétition     | Vainqueur final        | Débute au tour | Place ou tour final | Première rencontre | Dernière rencontre | Nombre |
| --------------- | ---------------------- | -------------- | ------------------- | ------------------ | ------------------ | ------ |
| Division 1      | AS Saint-Étienne       | 1re journée    | 11e                 | 3 septembre 1968   | 13 juin 1969       | 34     |
| Coupe de France | Olympique de Marseille | 1/32 de finale | 1/16 de finale      | 12 janvier 1969    | 9 février 1969     | 2      |

### Division 1

#### Classement
| Rang | Équipe       | Pts | J  | G  | N  | P  | Bp | Bc | Diff |
| ---- | ------------ | --- | -- | -- | -- | -- | -- | -- | ---- |
| 8    | Valenciennes | 33  | 34 | 10 | 13 | 11 | 38 | 37 | +1   |
| 9    | Lyon         | 32  | 34 | 13 | 6  | 15 | 53 | 51 | +2   |
| 10   | Nantes       | 32  | 34 | 13 | 6  | 15 | 44 | 45 | -1   |
| 11   | Rennes       | 31  | 34 | 12 | 7  | 15 | 50 | 57 | -7   |
| 12   | Sochaux      | 29  | 34 | 11 | 7  | 16 | 49 | 55 | -6   |
| 13   | Strasbourg   | 29  | 34 | 10 | 9  | 15 | 34 | 41 | -7   |
| 14   | Nîmes        | 29  | 34 | 8  | 13 | 13 | 32 | 39 | -7   |

#### Résultats
| Total  | Total  | Total | Total | Total | Total | Total | Total | Domicile | Domicile | Domicile | Domicile | Domicile | Domicile | Extérieur | Extérieur | Extérieur | Extérieur | Extérieur | Extérieur |
| Matchs | Points | V     | N     | D     | BP    | BC    | Diff. | V        | N        | D        | BP       | BC       | Diff.    | V         | N         | D         | BP        | BC        | Diff.     |
| ------ | ------ | ----- | ----- | ----- | ----- | ----- | ----- | -------- | -------- | -------- | -------- | -------- | -------- | --------- | --------- | --------- | --------- | --------- | --------- |
| 34     | 31     | 12    | 7     | 15    | 50    | 57    | -7    | 11       | 1        | 5        | 31       | 19       | +12      | 1         | 6         | 10        | 19        | 38        | -19       |

#### Résultats par journée
| Journée   | 01 | 02 | 03 | 04 | 05 | 06 | 07 | 08 | 09 | 10 | 11 | 12 | 13 | 14 | 15 | 16 | 17 | 18 | 19 | 20 | 21 | 22 | 23 | 24 | 25 | 26 | 27 | 28 | 29 | 30 | 31 | 32 | 33 | 34 |
| --------- | -- | -- | -- | -- | -- | -- | -- | -- | -- | -- | -- | -- | -- | -- | -- | -- | -- | -- | -- | -- | -- | -- | -- | -- | -- | -- | -- | -- | -- | -- | -- | -- | -- | -- |
| Terrain   | D  | E  | D  | E  | D  | E  | D  | E  | D  | E  | D  | D  | E  | D  | E  | E  | E  | D  | E  | D  | D  | E  | D  | E  | D  | E  | E  | D  | E  | D  | E  | D  | D  | E  |
| Résultats | V  | N  | V  | V  | N  | N  | D  | D  | V  | N  | D  | V  | N  | D  | D  | N  | D  | V  | D  | V  | V  | D  | D  | D  | V  | D  | D  | D  | N  | V  | D  | V  | V  | D  |
| Points    | 2  | 3  | 5  | 7  | 8  | 9  | 9  | 9  | 11 | 12 | 12 | 14 | 15 | 15 | 15 | 16 | 16 | 18 | 18 | 20 | 22 | 22 | 22 | 22 | 24 | 24 | 24 | 24 | 25 | 27 | 27 | 29 | 31 | 31 |
| Place     | 4  | 8  | 4  | 3  | 2  | 2  | 4  | 7  | 5  | 7  | 8  | 6  | 7  | 7  | 8  | 8  | 9  | 9  | 10 | 9  | 9  | 10 | 10 | 10 | 10 | 10 | 10 | 11 | 11 | 10 | 11 | 11 | 11 | 11 |

Source : Liste des rencontres

Terrain : D = Domicile ; E = Extérieur. Résultat: D = Défaite ; N = Nul ; V = Victoire.